# José Mangriñán
José Mangriñán  (Vall de Uxó, Castellón, 11 de febrero de 1929-Villarreal, 22 de agosto de 2006) fue un futbolista español de la década de los años 1950 y principios de los 1960. Su posición en el campo era de volante por la derecha. Jugó en numerosos equipos valencianos entre los que destacan el Valencia C. F. y el Villarreal C. F., y en el Deportivo de La Coruña.

## Biografía
Jugador del Valencia CF entre las temporadas 1952/53 y la 56/57, haciendo su debut el 14 de septiembre de 1952, primera jornada de liga, en un Real Sociedad - Valencia, que terminó en empate a cero. En la temporada 53/54 sería cedido al Real Club Deportivo de La Coruña en la décima jornada de dicho año, jugando un total de 12 partidos entre liga y copa.
Su momento estelar llegaría la temporada 54/55 al marcar al jugador hispano argentino del Real Madrid, Alfredo Di Stéfano al que anuló por completo ayudando de manera vital a la derrota del Real Madrid frente al Valencia por el resultado de 1-2 (hecho que se repetiría en dos ocasiones más pero sin que el Valencia lograse vencer, lo que le restó importancia). Como otros logros conseguidos se le puede anotar el ascenso del Mestalla a Primera División española, el segundo lugar obtenido en la liga 52/53 y la Copa de la temporada 53/54 como componente de la plantilla valencianista. Jugaría también en los equipos del CD Segarra, CD Castellón, Villarreal CF, Hércules CF y en el C.D. Onda, además del Deportivo de La Coruña, Valencia CF y Mestalla.
Participó en más de cincuenta partidos oficiales de Primera División en una época en que no existían las sustituciones, además de ocho de Copa, un partido europeo de la Copa Latina y un campeonato del mundo oficioso Pequeña Copa del Mundo de Clubes, disputada en Caracas (Venezuela). 
Su nombre se asocia en el mundo del fútbol al de un marcaje férreo pero noble y de ese marcaje se han hecho frases como por ejemplo: "marcas más que Mangriñán" o "me voy con Mangriñán" (en referencia a la esposa de uno), y verbos "mangriñanear", que significa secar, anular de manera limpia.
El día 2 de junio de 2007 se publicó, a través del Centre de Estudis Vallers de Vall de Uxó, Castellón, una novela biográfica, titulada "Como el Blanco Azahar". De él diría el que fue su entrenador, Carlos Iturraspe, que era el prototipo de jugador que cualquier equipo desearía tener ya que no daba problemas en el vestuario, compañero de sus compañeros y en el campo daba todo lo que tenía. El estadio municipal de Vall de Uxó lleva su nombre.

## Clubes
- C.D. Segarra , España, 1947-1951
- C.D. Mestalla, España, 1951-1952
- Valencia CF, España, 1952-1956
- Deportivo de La Coruña, España, 1953-1954
- Hércules de Alicante, España, 1956 -1958
- C.D. Castellón, España, 1958-1960
- Villarreal C.F., España, 1960-1961
- CD Onda, España, 1961-1963